# 오이안 산세트
오이안 산세트 티라푸(스페인어: Oihan Sancet Tirapu, 2000년 4월 25일, 나바라 주 팜플로나 ~)는 스페인의 축구 선수로, 현재 스페인 라리가 아틀레틱 클루브에서 중앙 미드필더로 활약하고 있다.

## 클럽 경력
산세트는 파움플로나, 나바라에서 태어나, 2015년에 CA 오사수나에서 아틀레틱 빌바오의 유소년 프로그램에 합류했다. 2018년 6월 18일, 그는 감독 에두아르도 베리소에 의해 1군과 함께 프리시즌에 호출되었다.
산세트는 2018년 8월 25일, CD 투델라노를 상대로 홈에서 열린 2-0 승리 경기에서 선발 출전하며 예비 팀으로 선수 데뷔를 하였다. 그 후 9월 초에 그는 왼쪽 전십자인대 파열인 무릎 부상을 당했으며, 그 다음 해 3월에 경기에 복귀했다.
2019–20 시즌에, 산세트는 감독 가이스카 가리타노에 의해 주요 스쿼드에 포함되었다. 그는 2019년 8월 16일에 프로 선수로서 그리고 라 리가 데뷔를 하였으며, 홈에서의 1-0 승리 경기에서 후반 대체 출전으로 나와 FC 바르셀로나를 상대로 뛰었다. 6번째 리그 시작인 6월 27일에 그는 산 마메스에서 열린 RCD 말로르카 상대 3-1 승리 경기에서 첫 번째 골을 넣었다. 2020년 12월까지, 그는 오사수나에게 €150,000의 개발 보상금을 지급할 충분한 성과를 달성했다.
2022년 1월 3일, 산세트는 3-1로 역전하여 오사수나를 이길 수 있도록 해트트릭을 기록했다. 이는 2016년 아리츠 아두리스 이후 클럽에서의 첫 번째 리그 내 해트트릭이었으며, 산세트는 클럽에서 1994년 이후 가장 어린 선수로 세 명을 한 경기에서 골을 넣었으며, 오사수나 상대로 어떤 클럽의 선수로도 이를 달성한 나바라 출신의 첫 번째 선수이기도 했다. 또한, 이는 그가 비야오에서 벗어난 후에 첫 번째로 성공한 골이었다.
2023년 2월 3일, 산세트는 카디스 CF를 상대로 4-1로 홈에서 세 번의 골을 넣었다. 4월에는 그의 계약을 2032년까지 연장했다.

## 국제 경력
산세트는 2019년 10월 10일에 스페인 대표 U-21 대표팀으로 첫 번째 유니폼을 획득했으며, 이는 코르도바에서 개최된 독일 대표 U-21 대표팀과의 1-1 우호 경기에서 이루어졌다. 그는 2023 UEFA 유럽 선수권 대회 준우승팀에서 모든 경기에 출전하여 우크라이나를 5-1로 이긴 준결승에서 골을 넣었다.
2023년 10월, 산세트는 대표팀으로의 첫 번째 호출을 받았으며, 스코틀랜드 및 노르웨이와의 두 개의 UEFA 유로 2024 예선전에 참여했다. 그는 세비야에서 스코틀랜드와의 경기에서 후보로 데뷔를 하였으며, 경기 종료 4분 전에 팀의 2-0 승리에서 후반 선발로 등장하여 (일부 보도에 따르면, 초기에는 라이언 포르테우스에 의한 자진 골로 설명됨) 경기 종료 4분 전에 팀의 2-0 승리에서 두 번째 골을 넣었다.

## 경력 합계
2025년 4월 17일 기준
| 구단            | 시즌      | 리그              | 리그 | 리그 | 컵   | 컵   | 유럽 | 유럽 | 기타 | 기타 | 합계 | 합계 |
| 구단            | 시즌      | 리그명            | 출장 | 득점 | 출장 | 득점 | 출장 | 득점 | 출장 | 득점 | 출장 | 득점 |
| --------------- | --------- | ----------------- | ---- | ---- | ---- | ---- | ---- | ---- | ---- | ---- | ---- | ---- |
| 빌바오 아틀레틱 | 2018–19   | 세군다 디비시온 B | 10   | 1    | –    | –    |      |      | –    | –    | 10   | 1    |
| 빌바오 아틀레틱 | 2019–20   | 세군다 디비시온 B | 14   | 6    | –    | –    |      |      | 1    | 0    | 15   | 6    |
| 빌바오 아틀레틱 | 합계      | 합계              | 24   | 7    | 0    | 0    |      |      | 1    | 0    | 25   | 7    |
| 아틀레틱 클루브 | 2019–20   | 라 리가           | 17   | 1    | 2    | 0    |      |      | –    | –    | 19   | 1    |
| 아틀레틱 클루브 | 2020–21   | 라 리가           | 24   | 2    | 2    | 0    |      |      | –    | –    | 26   | 2    |
| 아틀레틱 클루브 | 2021–22   | 라 리가           | 27   | 6    | 4    | 0    |      |      | 2    | 0    | 33   | 6    |
| 아틀레틱 클루브 | 2022-23   | 라 리가           | 36   | 10   | 5    | 0    |      |      | –    | –    | 41   | 10   |
| 아틀레틱 클루브 | 2023-24   | 라 리가           | 30   | 4    | 8    | 2    |      |      | –    | –    | 38   | 6    |
| 아틀레틱 클루브 | 2024-25   | 라 리가           | 23   | 15   |      |      | 7    | 2    |      |      | 30   | 17   |
| 아틀레틱 클루브 | 합계      | 합계              | 157  | 38   | 21   | 2    | 7    | 2    | 2    | 0    | 187  | 42   |
| 경력 합계       | 경력 합계 | 경력 합계         | 181  | 45   | 21   | 2    | 7    | 2    | 3    | 0    | 212  | 49   |

1. ↑  세군다 디비시온 플레이오프전 2020 출장 경기 기록 포함.

## 수상

#### 아틀레틱 클루브
- 국왕컵 : 2023-24
- 수페르코파 데 에스파냐: 2020–21[21]

#### 스페인
- 지중해 게임 : 2018[22]
- UEFA U-21 유로 준우승 : 2023

### 개인
- 라리가 이 달의 선수 : 2025년 2월